# Nyugtalan szív
A Nyugtalan szív (eredeti címén Ungeduld des Herzens, angolul Beware of Pity, azaz Óvakodj a részvéttől!) Stefan Zweig osztrák író leghosszabb regénye. 1939-ben adták ki, 1946-ban pedig filmet is készítettek belőle, Maurice Elvey rendezésében, Lilli Palmer, Albert Lieven és Cedric Hardwicke főszereplésével. A könyv leginkább pszichológiai fikcióként állja meg a helyét, és komoly témákat boncolgat.

## Történet
Anton Hofmiller hadnagyot Kékesfalvy Lajos gazdag magyar báró meghívja magához vacsorára, ahol, hogy kimutassa illedelmes és kedves szándékait, felkéri táncolni a báró fiatalabbik leányát, Editet. Ám kiderül, hogy a lány béna, mert lezuhant egy lóról, és képtelen lábra állni. Ezért tehát Edit könnyekben tör ki, Anton pedig gyáván megfutamodik, ahelyett, hogy bocsánatot kérne.
Ebből indul ki a bonyolult történet, a pszichológiai hullámvasút, őrlődés a részvét és a szerelem között, bűntudat, fájdalom, mely közül mind tragikus végkifejlettel zárul. Edit szerelmes Antonba, aki nem tudja viszonozni ezt az érzést - igaz, abban a reményben, hogy a lány gyorsabban felépül, megígéri neki, hogy feleségül veszi. Mivel ígéretét nem tartja be, ráadásul Edit számára is nyilvánvalóvá válik, hogy Anton csupán részvétet érez iránta, öngyilkosságot követ el. Antont a bűntudat emészti, s ezért, hogy megfeledkezzen arról, ami történt vele, elmegy az első világháborúba harcolni.